# Lepidiota papua
Lepidiota papua är en skalbaggsart som beskrevs av Heller 1914. Lepidiota papua ingår i släktet Lepidiota och familjen Melolonthidae. Inga underarter finns listade i Catalogue of Life.